# Eurytoma longicornis
Eurytoma longicornis is een vliesvleugelig insect uit de familie Eurytomidae. De wetenschappelijke naam is voor het eerst geldig gepubliceerd in 1874 door Walker.